# Nesaea longipes
Nesaea longipes là một loài thực vật có hoa trong họ Lythraceae. Loài này được A. Gray mô tả khoa học đầu tiên năm 1852.